# Domino (film, 2005)
Cet article concerne le film de Tony Scott. Pour le film de Roger Richebé, voir Domino.
Pour les articles homonymes, voir Domino.
Pour plus de détails, voir Fiche technique et Distribution.
Domino est un film britannico-franco-américain réalisé par Tony Scott et sorti en 2005.
Le film s'inspire de la vie de Domino Harvey, fille de l'acteur britannique Laurence Harvey et du mannequin Paulene Stone. Ancienne mannequin, elle est ensuite devenue chasseuse de primes. Le film lui est dédié, Domino étant décédée en juin 2005 quelques mois avant la sortie du film.
Domino reçoit des critiques presse négatives à sa sortie et ne rencontre pas le succès au box-office.

## Synopsis
Interrogée par la psychologue du FBI Taryn Mills, Domino Harvey se confie sur son parcours atypique : jeune mannequin célèbre issue d'une famille en vue (son père est l'acteur Laurence Harvey), elle a décidé de tout quitter pour devenir chasseuse de primes. Fuyant les défilés et les mondanités, elle va parvenir à s'imposer dans l'équipe d'Ed Moseby, une référence dans le métier. Alors que leur première opération manque de tourner au drame, Domino utilise son charme pour faire rentrer dans l'ordre. Elle va rapidement trouver ses marques et une forme d'équilibre dans ce monde de risques et de poursuites : Ed la rassure et son collègue Choco ne la laisse pas indifférente.
Ce trio détonant va attirer l'attention de Mark Heiss, producteur de téléréalité. Domino, Ed et Choco vont alors être suivis par des caméras et devenir les vedettes de Bounty Squad, une émission animée par Brian Austin Green et Ian Ziering. Les deux présentateurs vont ainsi les suivre sur une affaire hors normes. Le trio se retrouve mêlé à une incroyable machination impliquant la mafia, un garant de cautions, le patron du Stratosphere Hotel and Casino de Las Vegas ou encore des employés du service des immatriculations.

## Fiche technique
- Titre original et français : Domino
- Réalisation : Tony Scott
- Scénario : Richard Kelly, d'après une histoire de Richard Kelly et Steve Barancik
- Musique : Harry Gregson-Williams

Musique additionnelle : Toby Chu, Heitor Pereira et Martin Tillman
- Photographie : Daniel Mindel
- Montage : Tony Ciccone, William Goldenberg et Christian Wagner
- Décors : Chris Seagers
- Costumes : B. Akerlund
- Production : Skip Chaisson, Samuel Hadida, Tony Scott, Lisa Ellzey, Toby Emmerich, Victor Hadida, Zach Schiff-Abrams et Barry Waldman
- Sociétés de production : New Line Cinema, Metropolitan Filmexport, Scott Free Productions, Davis-Films et Domino 17521
- Distribution : New Line Cinema (États-Unis), Metropolitan Filmexport (France)
- Budget : 50 millions de dollars[1]
- Pays de production :  Royaume-Uni,  France,  États-Unis
- Langue originale : anglais
- Format : couleur - 2,35:1 - DTS / Dolby Digital / SDDS - 35 mm
- Genre : action, biopic
- Durée : 127 minutes
- Dates de sortie[2]:
  - Canada : 25 septembre 2005 (festival international de films de Montréal)
  - États-Unis : 14 octobre 2005
  - Belgique : 23 novembre 2005
  - France : 23 novembre 2005[3]
- Film interdit aux moins de 12 ans lors de sa sortie en France[3]

## Distribution
- Keira Knightley (V. F. : Alexandra Garijo ; V. Q. : Pascale Montreuil) : Domino Harvey
- Mickey Rourke (V. F. : Patrick Poivey ; V. Q. : Benoît Rousseau) : Ed Moseby[4], patron de Domino à l'agence Celes King Bail Bond.
- Édgar Ramírez (V. F. : Jo Camacho ; V. Q. : Patrice Dubois) : Choco[5], collègue et petit ami de Domino
- Mena Suvari (V. Q. : Aline Pinsonneault) : Kimy, assistante du producteur TV
- Christopher Walken (V. F. : Patrick Floersheim ; V. Q. : Hubert Gagnon) : Mark Heiss, producteur de télé-réalité et patron de Kimy
- Lucy Liu (V. F. : Laëtitia Godès ; V. Q. : Anne Dorval) : Taryn Miles, psychologue travaillant pour le FBI
- Rizwan Abbasi (V. F. : Darius Khetari) : Alf, le chauffeur du gang de Domino
- Macy Gray : Lashindra Davis, sœur jumelle de Lashandra, avec qui elle a formé un groupe de hip-hop, les « Peaches 'n' Cream » et employée de l'entreprise où Lateesha travaille.
- Jacqueline Bisset (V. F. : Évelyn Séléna) : Sophie Wynn[6], mère de Domino et ex-mannequin chez Vogue
- Mo'Nique (V. F. : Maïk Darah ; V. Q. : Johanne Léveillé) : Lateesha Rodriguez, la femme de Claremont
- Joseph Nunez : Raul Sanchez, le meilleur ami de Lateesha
- Shondrella Avery (V. F. : Delphine Rivière) : Lashandra Davis, sœur jumelle de Lashindra et employée de l'entreprise où Lateesha travaille
- Jerry Springer (V. F. : Pierre Laurent) : lui-même
- Brian Austin Green (V. F. : Gilles Laurent ; V. Q. : Benoit Éthier) : lui-même
- Ian Ziering (V. F. : Lionel Melet ; V. Q. : Frédéric Paquet) : lui-même
- Tom Waits (V. F. : François Siener) : le prêcheur en voiture (Wanderer)
- Delroy Lindo (V. F. : Greg Germain ; V. Q. : Yves Corbeil) : Claremont, le patron de la société de chasseurs de primes dans laquelle Domino et son équipe travaillent
- Ashley Monique Clark : Kee Kee, la fille de Lateesha et Claremont
- Dabney Coleman (V. F. : Claude Brosset ; V. Q. : Claude Préfontaine) : Drake Bishop, le propriétaire de l'Hôtel Stratosphere à Las Vegas
- Peter Jacobson (V. F. : Daniel Lafourcade) : Burke Beckett, l'avocat de Drake
- Stanley Kamel (V. F. : Philippe Peythieu) : Anthony Cigliutti, chef de la mafia à Las Vegas
- Kel O'Neill (V. F. : Yannick Blivet) : Frances Cigliutti, le petit-fils d'Anthony et grand frère de Charles
- Fred Koehler : Charles Cigliutti, le petit-frère de Frances
- Lew Temple (V. F. : Emmanuel Karsen ; V. Q. : Daniel Roy) : Locus Fender, l'un de employés de Claremont et fils unique d'Edna
- Dale Dickey : Edna Fender, la mère de Locus et employée de l'entreprise où Lateesha travaille
- Tabitha Brownstone : Domino, enfant
- Thomas Kent Carter : Lester Kincaid, le producteur de Lashandra et Lashindra et membre du gang des Premières Dames
- Charles Paraventi (V. F. : Luc Florian) : Howard Stein, un ancien meurtrier pédophile membre du gang des Premières Dames
- Jack McGee (V. F. : Richard Leblond) : le détective Chris Cudlitz

## Production

### Genèse du projet

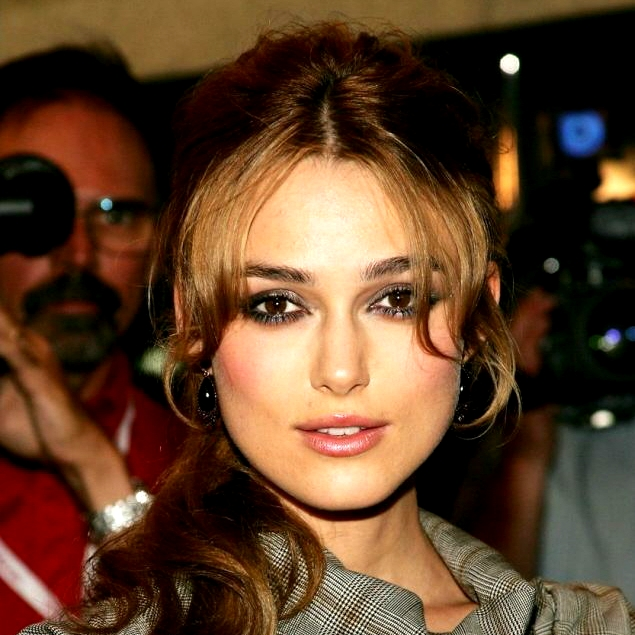
La tête d'affiche du film, Keira Knightley, au Toronto International Film Festival 2005.

En 1994, un collaborateur de Tony Scott lui fait parvenir un article de The Mail on Sunday écrit par Sacha Gervasi et intitulé My gun for hire: Why a movie star's rebel daughter turned into a bounty hunter. Il retrace en partie la vie de Domino Harvey, jeune mannequin des années 1980 dans la célèbre agence Ford. Au début des années 1990, elle a décidé de tout plaquer, dont sa vie à Beverly Hills, afin de devenir chasseuse de primes. Domino Harvey est par ailleurs la fille de l'acteur Laurence Harvey et du mannequin Paulene Stone. Tony Scott part alors à la rencontre de Domino Harvey, qui vit alors à Los Angeles avec sa mère. Il invite Domino dans son bureau et lui propose de faire un film sur sa vie. Domino accepte et signe un accord avec Tony Scott, estimé à 360 000 $ selon le Los Angeles Times.
En 1997, Steve Barancik est chargé d'écrire la première ébauche du scénario,. Cette version est cependant rejetée par Tony Scott. Un second script est rédigé par Roger Avary, également refusé par le réalisateur. Ce dernier explique que ces deux versions étaient des scénarios de films biographiques trop conventionnels, loin de l'idée qu'il a du film. C'est finalement Richard Kelly qui est engagé après que Tony Scott a lu le script de Southland Tales au début des années 2000. Richard Kelly se base sur les transcriptions des entretiens de Tony Scott avec Domino Harvey, mais ne lit pas les deux précédents scénarios refusés.
Le film n'est pas à 100 % biographique et les noms des personnages ont été changés :

« Le film est une fiction, une palpitante aventure portée par la force de la personnalité de son héroïne. Domino a toujours choisi son chemin, en méprisant les facilités. Plus qu'à son histoire, c'est à son esprit de liberté que nous nous sommes attachés. »

— Samuel Hadida, producteur

### Attribution des rôles

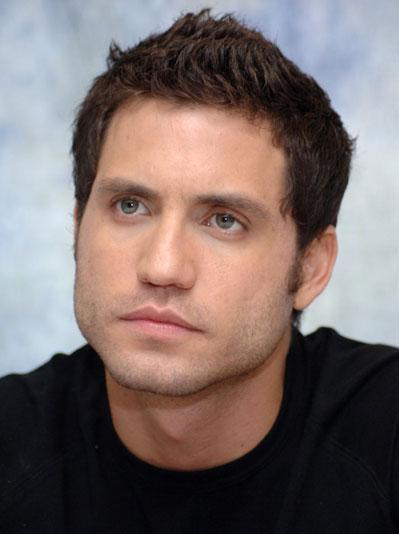
Édgar Ramírez en 2005.

Lorsque le projet est développé dans les années 1990, Sharon Stone est envisagée dans le rôle principal. Le nom de Jennifer Lopez sera ensuite évoqué. Quelques années plus tard, le scénariste Richard Kelly suggère Keira Knightley à Tony Scott pour le rôle-titre.

« J'ai tout de suite su que Keira Knightley serait parfaite pour ce rôle. Elles ont en commun certains points essentiels : elles sont britanniques, et refusent de se laisser enfermer dans les conventions. Elles tracent leur route à l'instinct, sans compromis, et s'imposent là où on ne les attend pas. Et en plus, elles sont belles! »

— Tony Scott
Mickey Rourke refuse tout d'abord de jouer dans le film, qui doit se tourner en même temps que Revolver de Guy Ritchie. Il trouve par ailleurs le script pas assez intéressant. Finalement, Tony Scott accepte de procéder à quelques changements et l'acteur accepte le rôle d'Ed Moseby.
L'acteur vénézuélien Édgar Ramírez a été découvert au dernier moment par la directrice de casting, alors qu'il venait présenter à Los Angeles le film Punto y Raya qui concourait à l'Oscar du meilleur film en langue étrangère.

### Tournage
Le tournage a principalement eu lieu en Californie (Los Angeles et les Hollywood Center Studios, Beverly Hills, désert des Mojaves, Santa Clarita, Santa Monica) et dans le Nevada (Las Vegas, Bonnie Springs).
Sur le tournage, de véritables chasseurs de primes sont engagés comme consultants comme Ed Martinez (qui inspire le personnage de Mickey Rourke, Ed Moseby) et l'ancien patron de Domino Harvey, Celes King III (renommé Claremont Williams III dans le film).

## Bande originale
| 1.  | I Am A Bounty Hunter... (dialogue)                                   | Keira Knightley                                     |  |
| 2.  | Am I Really That Bad? (Danny Saber remix)                            | Domino & The Dagger Baileys                         |  |
| 3.  | Azulee                                                               | Shantel                                             |  |
| 4.  | I Wanna Have A Little Fun... (dialogue)                              | Keira Knightley, Mickey Rourke                      |  |
| 5.  | Paris                                                                | BT                                                  |  |
| 6.  | Autumn Evening                                                       | Bai Kwong                                           |  |
| 7.  | 3 The Hard Way                                                       | Bahamadia                                           |  |
| 8.  | Well Take Off Your Clothes... (dialogue)                             | Keira Knightley, Eddie Hernandez, Leonidos Iraheta  |  |
| 9.  | Choke Me, Spank Me (Pull My Hair)                                    | Xzibit                                              |  |
| 10. | I'm Sorry                                                            | Brenda Lee                                          |  |
| 11. | My Pussy (dialogue)                                                  | Keira Knightley, Lucy Liu                           |  |
| 12. | Jesus Gonna Be There                                                 | Tom Waits                                           |  |
| 13. | This Girl Gonna Be A Star! (dialogue)                                | Mena Suvari, Christopher Walken                     |  |
| 14. | Bounty Squad                                                         | Harry Gregson-Williams                              |  |
| 15. | Matthäus-Passion (interprété par l'Orchestre symphonique de Chicago) | Johann Sebastian Bach                               |  |
| 16. | Let's Go Home Right Now! (dialogue)                                  | Delroy Lindo, Mo'Nique, Joe Nunez, Shondrella Avery |  |
| 17. | Nasty Girl                                                           | Nitty                                               |  |
| 18. | I'm Never Gonna Know How It Ends (dialogue)                          | Mickey Rourke, Édgar Ramírez                        |  |
| 19. | Mama Told Me (Not To Come)                                           | Stereophonics & Tom Jones                           |  |
| 20. | We All Fall Down (dialogue)                                          | Keira Knightley                                     |  |
| 21. | Real                                                                 | Macy Gray                                           |  |

Autres titres présents dans le film
- The Gambler, interprété par Xzibit et Anthony Hamilton (générique d'entrée)
- Another Soul, interprété par Harry Gregson-Williams
- The Weakest Link, interprété par Paul Ferrar
- Impressionism, composé par Robert Viger
- Tango Bradere, interprété par Brad Hatfield
- Tango Flambe, composé par Novi Novog
- Two To Tango, interprété par Brad Hatfield
- Troubleshot, interprété par Mike Chapman
- Got Answers, interprété par Seeds of Love
- The Bario, interprété par Heitor Pereira
- Get Out, interprété par Seeds of Love
- Thème de Man On Fire, composé par Harry Gregson-Williams
- Why Did I Let You Go Away, interprété par Bobby Kranc
- Debestar, interprété par The Green Car Motel
- Shimmy Riddle, interprété par Matt Backer
- Ska Rats, interprété par Kent Buchanaon
- Hey You, interprété par Nick Welsh
- Muthaf* cker, interprété par Xzibit
- Mr. Lucky, interprété par Rudy Guess
- Latinova, composé par Andrew Basil
- Animal Control, interprété par Seeds of Love
- Let's Get It On, composé par Bill Baylis
- Speaking In Tongues, interprété par Eagles of Death Metal
- San Berdoo Sunburn, interprété par Eagles of Death Metal
- Next Trend, interprété par BeatCop
- Hot Lips, interprété par The Funky SOL
- Nothing Is Wrong, interprété par FC Kahuna
- Where Do You Keep Your Love, interprété par Buppy et Marius Moga
- Me So Horny, interprété par 2 Live Crew
- Hail To The Chief, composé par Graham de Wilde
- Boom Shot Dis, interprété par Kully B / Gussy G
- Juice, interprété par GMS (en)
- La Marcela, interprété par Jack Darby et Joe Motter on Trumpet
- Cold, Cold Ground, interprété par Tom Waits
- Experienced, composé par Chris Goulstone
- Hell-Bent, interprété par Deakin Scott
- Supa Powa, interprété par Da Diggler
- Alma Muda, interprété par Heitor Pereira
- Hands of Time, interprété par Groove Armada

## Sortie et accueil

### Critique
Le film reçoit des critiques globalement négatives aux États-Unis. Sur l'agrégateur américain Rotten Tomatoes, il ne récolte que 18% d'opinions favorables pour 157 critiques et une note moyenne de 3,88⁄10. Sur Metacritic, il obtient une note moyenne de 36⁄100 pour 36 critiques. Owen Gleiberman d'Entertainment Weekly donne une note de D au film, jugeant notamment que l'intrigue est trop dense et mélangée. Kenneth Turan du Los Angeles Times trouve également l'histoire trop « incompréhensible ». Certains journalistes sont cependant plus positifs sur Domino, comme Jeff Otto du site IGN qui met en avant l'originalité du film et les performances des acteurs. Le célèbre critique Roger Ebert du Chicago Sun-Times écrit également une critique positive sur film.
Tony Scott explique que Domino est l'un des films préférés de sa propre filmographie tout en étant assez critique : « Je n'ai pas laissé assez respirer le film. Le script est très bon - Richard Kelly a écrit un super script – et j'ai été submergé par la folie du monde que je touchais. Je pense que j'ai foiré sur celui-là. »
En France, le film obtient une note moyenne de 3,1⁄5 sur le site Allociné, qui recense 23 titres de presse.

### Box-office
| Pays ou région    | Box-office      | Date d'arrêt du box-office | Nombre de semaines |
| ----------------- | --------------- | -------------------------- | ------------------ |
| États-Unis Canada | 10 169 202 $    | 10 novembre 2005           | 4                  |
| France            | 183 773 entrées |                            |                    |
| Total mondial     | 22 944 502 $    | -                          | -                  |

## Distinctions
Source : Internet Movie Database
- Women Film Critics Circle Awards 2005 : « Hall of Shame » pour Tony Scott
- Golden Trailer Awards 2006 : meilleur son dans une bande-annonce pour le teaser #1

## Clins d’œil
- À la fin du générique on peut voir un caméo de la « vraie » Domino Harvey fumant une cigarette devant un immeuble en feu. Le film lui est dédié car elle est morte d'une overdose quelques mois après la fin du tournage.
- Les comédiens Ian Ziering et Brian Austin Green, célèbres pour avoir joué dans la série Beverly Hills 90210, jouent avec beaucoup d’auto-dérision leur propre rôle et se retrouvent malgré eux coincés dans une situation délicate.